# Chelinidea tabulata
Chelinidea tabulata är en insektsart som först beskrevs av Hermann Burmeister 1835.  Chelinidea tabulata ingår i släktet Chelinidea och familjen bredkantskinnbaggar. Inga underarter finns listade i Catalogue of Life.